# Xian de Xinxing
Pour les articles homonymes, voir Xinxing.
Le xian de Xinxing (新兴县 ; pinyin : Xīnxīng Xiàn) est un district administratif de la province chinoise du Guangdong. Il est placé sous la juridiction de la ville-préfecture de Yunfu.
Au cours de la dynastie Ming et de la dynastie Qing, le comté de Xinxing a été administré par la préfecture de Zhaoqing（ 肇慶府，肇庆府）

## Démographie
La population du district était de 437 511 habitants en 1999.

Personnes notables:
- Huineng( 六祖惠能 ) （ 638-713 ）：sixieme ancetre de la dynastie Tang
- Cheung, chu( 張珠 )（ 1892--1950）：entrepreneur de malaisie

- Lo kam( 魯金 )：historien de hong kong, ses publications incluent l'historie secretes des rues de quartiet central, honkong, les histories intetessantes des temples de hong kong